# Synagogenbezirk Holten
Der Synagogenbezirk Holten mit Sitz in Holten, heute ein Stadtteil von Oberhausen in Nordrhein-Westfalen, wurde nach dem Preußischen Judengesetz von 1847 geschaffen.
Zunächst gehörten die jüdischen Bewohner von Holten zum Synagogenbezirk Duisburg. Im Jahr 1877 wurde der Synagogenbezirk Holten geschaffen.
Zum Synagogenbezirk gehörten auch die Orte Beek, Bruckhausen, Buschhausen, Hamborn, Marxloh und Sterkrade.